# Rolling Stones Records
Rolling Stones Records — британський лейбл звукозапису, створений 1970 року.
Лейбл звукозапису Rolling Stones Records було засновано британським рок-гуртом Rolling Stones 1970 року. Починаючи з 1964 року у музикантів було підписано контракт з лейблами Decca (в Великій Британії) та London Records (в США). 1970 року сплив термін домовленості, і гурт вирішив надалі самостійно контролювати видання власних альбомів, опираючись на досвід таких виконавців, як Beatles, Френк Заппа або Beach Boys. Rolling Stones підписали угоду з Atlantic Records та домовившись з Atco Records, що мали розповсюджувати записи в США, утворили власний лейбл Rolling Stones Records.
Першим записом, який вийшов на Rolling Stones Records, став сингл 1971 року «Brown Sugar», а за ним — студійний альбом Sticky Fingers, який очолив хіт-паради по обидва боки океану. Саме на цих записах вперше з'явився логотип з губами та язиком, який згодом став фірмовим знаком Rolling Stones, та одним з найбільш впізнаваних рок-н-рольних символів у світі. Наступні альбоми — Exile on Main St. (1972), Goats Head Soup (1973), It's Only Rock 'n' Roll (1974) — також виходили на Rolling Stone Records. Для порядкових номерів релізів використовувалися «сумнівні» префікси COC та CUN, які відповідали вульгаризмам «cock» та «cunt».
Хоча лейбл Rolling Stones Records переважно використовувався для випуску власних платівок гурту, на ньому також з'являлися записи інших виконавців. 1971 року вийшов альбом етнічної музики Brian Jones Presents the Pipes of Pan at Joujouka, записаний за три роки до цього за участі колишнього музиканта Rolling Stones Браяна Джонса, та виданий після його смерти. Мік Джаггер також намагався домовитися з Джоном Філіпсом з The Mamas & the Papas, але їх спільний проєкт, започаткований 1973 року, так і не було завершено. Наприкінці сімдесятих було підписано контракт із регі-співаком Пітером Тошем, і з 1978 по 1981 роки на Rolling Stone Records вийшло три його альбоми.
1986 року Rolling Stones перейшли на лейбл CBS Records, але продовжували використовувати товарний знак Rolling Stone Records. Після підписання контракту з Virgin Records та виходу альбому Voodoo Lounge (1994) назва «Rolling Stones Records» перестала використовуватися.